# ディルラース・バーヌー・ベーグム
ディルラース・バーヌー・ベーグム（Dilras Banu Begum, 1622年 - 1657年10月8日）は、北インド、ムガル帝国の第6代皇帝アウラングゼーブの妃。
アーザム・シャー、アクバル、ゼーブンニサー・ベーグム、ズィーナトゥンニサー・ベーグム、ズブダトゥンニサー・ベーグムの母親でもある。

## 生涯

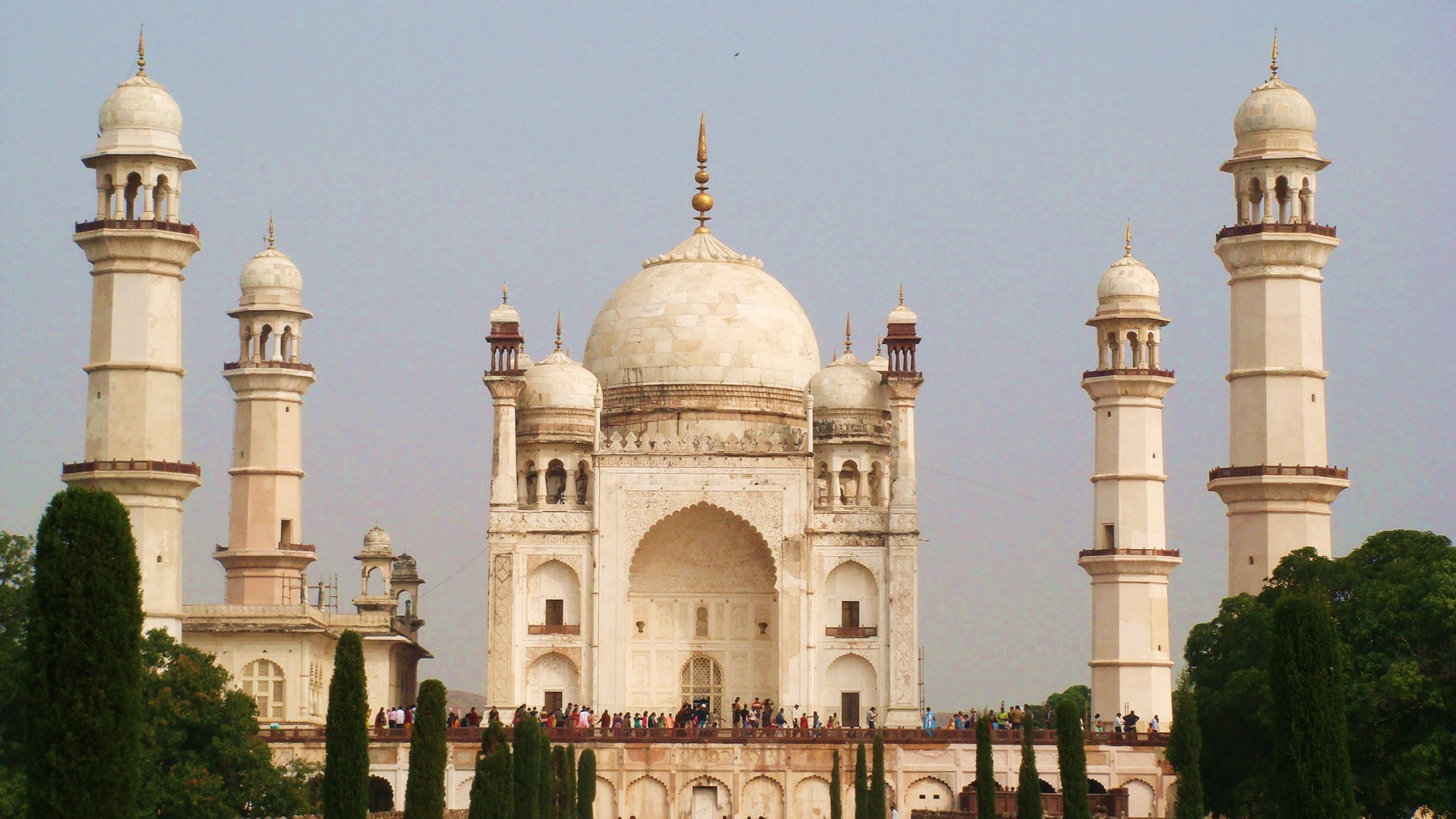
ビービー・カ・マクバラー

1622年、サファヴィー朝の流れをくむシャー・ナワーズ・ハーンの娘として生まれた。
1637年5月19日、ディルラース・バーヌー・ベーグムはアウラングゼーブとアーグラで結婚した。アウラングゼーブにとっては最初の妃である。
1657年10月8日、ディルラース・バーヌー・ベーグムはアウランガーバードで死亡した。
死後、1661年に墓廟であるビービー・カ・マクバラーがアウランガーバードに完成した。